# Colin MacInnes
Colin MacInnes   (Londres, 20 d'agost de 1914 - Kent, 22 d'abril de 1976) va ser un novel·lista i periodista anglès.

## Primers anys
MacInnes a néixer a Londres. Els seus pares eren el cantant James Campbell McInnes i la novel·lista Angela Thirkell, qui era la besneta d'Edward Burne-Jones, artista prerafaelita, i familiar tant de Rudyard Kipling com de Stanley Baldwin. La seva família es va desplaçar a Austràlia l'any 1920, i el mateix MacInnes va retornar a Anglaterra el 1930. La major part de la seva infantesa va ser conegut sota el nom de Colin Thirkell, cognom del segon marit de la seva mare, mentre que més endavant va començar a fer servir McInnes, tot canviant la grafia posteriorment a "MacInnes".
Des del 1930 fins al 1935 va treballar a Brussel·les, i després es va traslladar a Londres per estudiar pintura a la London Polytechnic i la School of Drawing and Painting d'Euston Road. Cap al final de la seva vida va viure amb Martin Green, el seu editor, i Fiona, l'esposa d'aquest, al barri de Fitzrovia, anomenat aquest petit grup la seva família d'adopció fins a la seva mort.

## Vida com a escriptor
MacInnes va formar part del cos d'intel·ligència britànic durant la Segona Guerra Mundial, i va treballar a l'Alemanya ocupada després de l'armistici al continent europeu. Aquest experiències van influir en l'escriptura de la seva novel·la, To the Victors the Spoils. Al cap del seu retorn a Anglaterra va treballar a la BBC Radio fins al moment que es va poder guanyar la vida escrivint.
Va ser autor d'un seguit de llibres que descriuen la cultura juvenil i de la immigració a Londres durant la dècada del 1950, amb els títols City of Spades (1957), Absolute Beginners (1959) i Mr Love & Justice (1960) conegut col·lectivament com la "trilogia de Londres". Molts dels seus llibres estan ambientats al barri londinenc de Notting Hill, que aleshores era una zona pobra i racialment diversa, on s'havien establert molts nous immigrants i que va patir els efectes dels disturbis racials de 1958. MacInnes era obertament bisexual i va descriure temes com la degeneració urbana, temes racials, bisexualitat, drogues, anarquia i "decadència".
Mr Love & Justice tracta de dos personatges, Frank Love i Edward Justice, cap a finals dels 50. Mr Love és un proxenete novell; Mr Justice és un membre de la policia que acaba de ser transferit al cos de paisà. Les seves vides acaben per creuar-se.

## Adaptacions i influència
Absolute Beginners' va ser adaptada per al cinema el 1986 per Julien Temple. El 2007 una adaptació teatral signada per Roy Williams es va estrenar al Lyric Theatre de Hammersmith (Londres).
City of Spades va ser adaptada per Biyi Bandele en forma d'obra per a ràdio, dirigida per Toby Swift i retransmesa a BBC Radio 4 el 28 d'abril de 2011.
City of Spades és també una cançó del grup d'Oslo de música folk psicodèlica iampysencefiction.
El mateix MacInnes apareix com a personatge de la novel·la de Stewart Home Tainted Love (2005), sobre la contracultura dels 60 i 70.
El disc de Billy Bragg titulat Mr. Love & Justice (2008) extreu el seu títol de la novel·la del mateix nom. El disc anterior de Bragg, England, Half English (2002), també és un homenatge a un títol de MacInnes.

## Obres aparegudes en anglès
- To the Victor the Spoils (MacGibbon & Kee, 1950; Allison & Busby, 1986)
- June in Her Spring (MacGibbon & Kee, 1952; Faber & Faber, 2008)
- City of Spades (MacGibbon & Kee, 1957; Allison & Busby, 1980)
- Absolute Beginners (MacGibbon & Kee, 1959; Allison & Busby, 1980)
- Mr Love & Justice (MacGibbon & Kee, 1960; Allison & Busby, 1980)
- England, Half English (MacGibbon & Kee, 1961) – a collection of previously published journalism
- London, City of Any Dream (Thames & Hudson, 1962) – photo essay
- Australia and New Zealand (Time Life, 1964)
- All Day Saturday (MacGibbon & Kee, 1966)
- Sweet Saturday Night (MacGibbon & Kee, 1967) – a history of British musichall
- Westward to Laughter (MacGibbon & Kee, 1969)
- Three Years to Play (MacGibbon & Kee, 1970)
- Loving Them Both: A Study of Bisexuality (Martin Brian and O'Keeffe, 1973)
- Out of the Garden (HarperCollins, 1974)
- No Novel Reader (Martin Brian & O'Keeffe, 1975)
- Out of the Way: Later Essays (Martin Brian & O'Keeffe, 1980)
- Absolute MacInnes: The Best of Colin MacInnes (Allison & Busby, 1985)